# Рочестер (Индиана)
Рочестер (англ. Rochester) — город и административный центр округа Фултон в штате Индиана в Соединённых Штатах Америки.
Согласно данным переписи населения США 2020 года число жителей города 
составляло 6 270 человек, что чуть больше (+ 0.8%), чем было во время предыдущей переписи проводившейся в 2010 году (6 218 человек).

## История
Поселение было заложено в 1835 году. Основатель Александр Чемберлен назвал его в честь своего родного города в штате Нью-Йорк. Первое отделение Почтовой службы США было открыто в 1836 году.
Осенью и зимой 1838 года через город Рочестер проходила Дорога смерти потаватоми.
В 1853 году Рочестер официально получил статус города.
Несколько архитектурных объектов города включены в Национальный реестр исторических мест США.
В 1967 году на кукурузном поле недалеко от Рочестера был найден самый полный известный образец вымершего медведя Arctodus —  одного из крупнейших известных наземных плотоядных млекопитающих, когда-либо живших на планете.
В начале апреля 1974 года Рочестер стал одним из городов, которые пострадали от серии торнадо, когда один из смерчей образовался всего в нескольких милях от Рочестера; помимо существенного материального ущерба несколько горожан погибли.

## География
Согласно данным Бюро переписи населения США, общая площадь Рочестера составляет 5,801 квадратных мили (15,02 км2), из которых 4,69 квадратных мили (12,15 км2 или 80,85%) — это суша, а 1,111 квадратных мили (2,88 км2 или 19,15%) приходится на водную поверхность.